# Carlos Luís Brito
Carlos Luís Morais de Brito (Porto, 21 de Setembro de 1963) é um treinador de futebol de Portugal.

## Carreira
Em Janeiro de 2009 foi contratado como treinador do Rio Ave Futebol Clube e treinou o clube até à época 2011/2012.
Na época 2014/2015 foi contratado a algumas jornadas do fim do campeonato para tentar salvar o Penafiel da despromoção, algo que não conseguiu atingir. O treinador acabaria por deixar o cargo antes do fim da época 2015-2016.
Atualmente é treinador do Freamunde.